# Euproctis baibarana
Euproctis baibarana är en fjärilsart som beskrevs av Matsumura 1927. Euproctis baibarana ingår i släktet Euproctis och familjen tofsspinnare. Inga underarter finns listade i Catalogue of Life.